# Nada es igual... (álbum de Luis Miguel)
Nada es igual... es el undécimo álbum de estudio del cantante mexicano Luis Miguel, lanzado al mercado el 20 de agosto de 1996 a través de WEA Latina. El álbum tiene un estilo musical similar a su anterior álbum de pop Aries (1993) en el que Luis Miguel interpreta baladas y canciones de R&B. La grabación tuvo lugar en los Record Plant Studios en febrero de 1996, con la producción a cargo de Luis Miguel y su socio de mucho tiempo Kiko Cibrian. Su composición contó con la asistencia de Cibrian, Rudy Pérez y Alejandro Lerner. El disco fue promovido por tres sencillos: «Dame», «¿Cómo es posible que a mi lado?» y «Que tú te vas»; el primero se convirtió en el sencillo más exitoso alcanzando el número dos y el número uno en las listas del Billboard Hot Latin Songs y Latin Pop Songs, respectivamente. Para promover aún más la grabación, Luis Miguel lanzó la gira Tour América 1996 donde actuó en varios países de América del Sur. 
Tras su lanzamiento, Nada es igual... fue recibido con críticas desfavorables por parte de los críticos musicales. Si bien la voz de Luis Miguel y la producción del álbum fueron elogiadas, los críticos musicales lo escudriñaron mucho por ser demasiado similar a sus grabaciones pop anteriores. Luis Miguel recibió varios elogios por el disco, incluida una nominación al Premio Grammy al mejor álbum de pop latino. Alcanzó el número uno en Argentina y en la lista Billboard Top Latin Albums en los Estados Unidos, al tiempo que recibió certificaciones multiplatino y oro de la Cámara Argentina de Productores de Fonogramas y Videogramas (CAPIF) y la Recording Industry Association of America (RIAA). respectivamente. También alcanzó el número dos en España y allí fue certificado doble platino por los Productores de Música de España (PROMUSICAE). El álbum ha vendido más de 1.3 millones de copias en todo el mundo hasta 2002.

## Antecedentes
En 1994 Luis Miguel lanza su décimo álbum de estudio, Segundo romance. Es la continuación de su álbum Romance de 1991, que contiene una colección de boleros clásicos y estándares latinoamericanos. Tanto Romance como Segundo romance recibieron una certificación de platino de la Recording Industry Association of America (RIAA) en los Estados Unidos. También tuvieron éxito en países fuera de América Latina y los Estados Unidos, como Finlandia y Arabia Saudita, vendiendo más de 12 millones de copias en total. Un año después del lanzamiento de Segundo romance, Warner Music lanzó el video y álbum en vivo El concierto, una recopilación de las actuaciones de Luis Miguel en el Auditorio Nacional de la Ciudad de México y su concierto en el Estadio José Amalfitani de Buenos Aires durante su Segundo romance Tour.
Nada es igual... es una desviación de los álbumes de temática romántica. Es su primer álbum de pop grabado desde Aries en 1993, que Achy Obejas del Chicago Tribune describió como «una mezcla de pop ecléctico que se esforzó demasiado para ser vanguardista, sin embargo continuó remodelando la imagen de Luis Miguel». El álbum fue anunciado por el sello discográfico de Luis Miguel, Warner Music México, el mismo día en que se reveló su sencillo principal «Dame» el 12 de julio de 1996. El álbum fue producido por Miguel y su socio de mucho tiempo Kiko Cibrian (quien también coprodujo su tres álbumes anteriores) y grabado en Record Plant en Los Ángeles, California. Warner Music también confirmó que Cibrian, Alejandro Lerner, Manuel Alejandro y Rudy Pérez ayudarían con las composiciones del disco. Luis Miguel y Cibrian pasaron un total de más de 100 horas en febrero de 1996 grabando en el estudio.

## Composición
Nada es igual... es un álbum que consta de canciones pop con ritmo rápido «jazzístico, metálico, como Al Jarreau» y power ballads. Sus temas de ritmo rápido incluyen "Si te vas" y "Todo por su amor" que utilizan instrumentos de trompas y «Cómo es posible que a mi lado» que incorpora música house. «Dame» es un R&B con influencias del hip-hop. El crítico musical de Los Angeles Times, Enrique Lopetegui, escribió que el álbum es «básicamente una continuación del terreno favorito del cantante: ... baladas». La primera pista del álbum, «Si te vas», es una canción sobre el narrador que anhela permanecer con su amante: («Cada mañana cuando me despierto, siento ansiedad en mi alma, quiero escuchar tu voz, quiero sentir tus besos»). Las power ballads en el álbum son «Que tú te vas», «Abrázame», "Un día más» y la canción principal. Para los arreglos de las baladas, Miguel recibió ayuda de la Orquesta Filarmónica de Los Ángeles. El álbum también incluye la canción «Sueña», la versión en español de «Someday» de All-4-One de la película El jorobado de Notre Dame. Fue lanzado como sencillo para la edición latinoamericana de la banda sonora de El jorobado de Notre Dame y alcanzó el puesto número tres en el Billboard Hot Latin Songs y el número uno en Latin Pop Songs.

## Sencillos y promoción
«Dame» fue lanzado como sencillo principal del álbum el 15 de julio de 1996. Alcanzó el número dos en la lista Hot Latin Songs y alcanzó el número uno en la lista Latin Pop Songs, convirtiéndose en su quinta canción número uno en esta última. El video musical de «Dame» fue filmado en el desierto de Mojave los días 29 y 30 de junio y dirigido por Marcus Nispel. «Cómo es posible que a mi lado» fue lanzado como el segundo sencillo en 1996 del álbum con un video musical adjunto. Alcanzó el número diez y el número seis en las listas Hot Latin Songs y Latin Pop Songs, respectivamente. El tercer sencillo del álbum, «Que tú te vas» fue lanzado en el mismo año, alcanzando el número seis en la lista Hot Latin Songs en 1997, mientras que «Todo por su amor» fue lanzado como sencillo promocional.
El álbum se convirtió en su primer trabajo con la tecnología de grabación QSound, un sistema nuevo que convertía el sonido estereofónico convencional en un sistema tridimensional.
Para promocionar el álbum, Luis Miguel lanzó su Tour América 1996, donde realizó una gira por países de América del Sur, incluidos: Chile, Argentina, Uruguay, Paraguay, Perú, Ecuador y Brasil. Según su promotora Irma Laura López, Luis Miguel no haría una gira en los Estados Unidos ya que estaba tomando un descanso de su gira anterior en el país. Su repertorio de canciones consistió en melodías pop y baladas de Nada es igual... y sus grabaciones anteriores, así como boleros de los álbumes de Romance.

## Recepción de la crítica y premios
Tras su lanzamiento, Nada es igual... recibió críticas desfavorables de los críticos musicales. El editor de AllMusic, José F. Promis, quien le dio al álbum 2.5 de 5 estrellas, consideró que la grabación era «básicamente una música en la mitad del camino, con temas románticos, que es lo que sus legiones de fanáticos esperan» con las «baladas necesarias», similar a sus últimos álbumes de estudio. John Lannert de la revista Billboard llamó a Nada es igual... su «conjunto más débil» y dijo que Luis Miguel «parece más un conservador de bajo rendimiento» y criticó el disco por sus melodías repetitivas de pop y R&B, aunque el crítico elogió su voz. Fernando González, del Contra Costa Times, calificó el álbum con dos de cuatro estrellas, lamentando que Miguel se mantenga «cerca de su fórmula» debido a la «mezcla característica de baladas poderosas y R&B». Elogió la producción del disco, pero afirmó que el artista «ofrece más algodón de azúcar», destacando «Abrázame» y las canciones principales como ejemplos, llamando a «Dame» un «funk de Janet Jackson».
El crítico de música de The Dallas Morning News, Mario Tarradell, señaló que aunque el nombre del disco significa «nada es igual», comentó que Luis Miguel «no se ha desviado» de su estilo musical en sus álbumes pop desde 20 Años (1990). Aunque Tarradell elogió la producción de Luis Miguel como «magníficamente elaborada», reprendió la música del disco por ser «totalmente poco aventurera» y calificó las baladas como «totalmente descartables». De manera similar, Ernesto Portillo Jr., quien calificó el disco con dos de cuatro estrellas, escribió para The San Diego Union-Tribune que el álbum debería haberse llamado «Todo es igual» debido a sus «mismas trompas funk, línea de bajo contundente y melodías pop pintadas por números». Reprendió a Miguel por parecer «redundante e incluso plano».
Enrique Lopetegui de Los Angeles Times dio al disco 2.5 de 4 estrellas y criticó las letras del álbum en canciones como «Si te vas» como «visiones cursi y unidimensionales de amoooooor». Lopetegui señaló que a pesar de las fallas del disco, lo consideró «mucho mejor que la mayoría de las ofertas latinas en este género a menudo no escuchable» y «menos predecible que las de, digamos, Cristian o Enrique Iglesias». La editora musical del Orange County Register Anne Valdespino, le dio al disco 4 de 5 estrellas, escribió una reseña más positiva del álbum. Ella felicitó las canciones como «bien elaboradas, cada una producida al límite» y pensó que las canciones de ritmo rápido como «Dame» y «Si te vas» tenían «arreglos pulidos dignos de Quincy Jones». A diferencia de los otros críticos, Valdespino creía que las baladas no «desgastaban [su] bienvenida» sin «ningún estiramiento del tempo excesivamente emotivo».
En la 39.ª entrega de los Premios Grammy en 1997, Nada es igual... recibió una nominación al Grammy como mejor álbum de pop latino, que fue para el álbum homónimo de Enrique Iglesias. En la 9.ª entrega de los Premios Lo Nuestro en el mismo año, el disco fue nominado en la categoría de álbum pop del año, pero perdió ante Vivir de Iglesias. En los premios Eres 1997, el disco fue premiado como mejor disco del año, que fue compartido con Tierna la noche por Fey. En el mismo año, fue nominado mejor álbum latino en los Premios Amigo 1997.

## Recepción comercial
Nada es igual... fue lanzado el 20 de agosto de 1996. En su fecha de lanzamiento, Warner Music Group envió más de 400 000 copias del disco en México y los Estados Unidos. En los Estados Unidos, debutó en el número 28 en la lista Billboard Top Latin Albums en la semana del 31 de agosto de 1996, y alcanzó su punto máximo la semana siguiente reemplazando a Macarena Mix. Pasó dos semanas en la cima de las listas antes de ser reemplazado por Macarena Non Stop de Los del Río. Fue certificado disco de oro en los Estados Unidos por la Recording Industry Association of America (RIAA) por envíos de 500 000 copias y terminó 1996 como el octavo álbum latino más vendido del año. En Argentina, el récord alcanzó el número uno en su lista nacional y fue certificado 7 veces platino por la Cámara Argentina de Productores de Fonogramas y Videogramas (CAPIF) por ventas de 420 000 copias. En España, el álbum alcanzó el puesto número dos en la lista nacional del país con la posición número uno en manos de Lunas rotas por Rosana y fue certificado doble platino por PROMUSICAE por envíos de 200 000 copias. Según Billboard, el disco alcanzó ventas de más de 125 000 unidades en Chile en febrero de 1997. Nada Es Igual ... ha vendido más de 1,3 millones de copias en todo el mundo hasta 2002.

## Lista de canciones
- Todos las canciones producidas por Luis Miguel y Kiko Cibrian

| Nada es igual... |                                 |                                                                       |                               |          |  |
| N.º              | Título                          | Letras                                                                | Música                        | Duración |  |
| 1.               | «Si te vas»                     | Kiko Cibrian Orlando Castro Salvador Tercero                          | Kiko Cibrian                  | 3:32     |  |
| 2.               | «Abrázame»                      | Rudy Pérez Mark Portmann                                              | Rudy Pérez Mark Portmann      | 3:37     |  |
| 3.               | «Dame»                          | Alejandro Lerner                                                      | Kiko Cibrian Alejandro Lerner | 4:54     |  |
| 4.               | «Nada es igual»                 | KikoCibrian Alejandro Lerner                                          | Kiko Cibrian                  | 4:25     |  |
| 5.               | «Todo por su amor»              | Rudy Pérez Manuel López                                               | Pérez Lopez                   | 3:57     |  |
| 6.               | «Que tú te vas»                 | Francisco Fabián Céspedes                                             | Francisco Fabián Céspedes     | 4:10     |  |
| 7.               | «Sintiéndote Lejos»             | Kiko Cibrián Gerardo Flores Salo Loyo                                 | Cibrian                       | 4:12     |  |
| 8.               | «Cómo es posible que a mi lado» | Kiko Cibrián Alejandro Asensi Luis Miguel                             | Kiko Cibrian Luis Miguel      | 4:14     |  |
| 9.               | «Un día más»                    | Kiko Cibrián Alejandro Asensi Miguel                                  | Cibrian Miguel                | 4:05     |  |
| 10.              | «Sueña»                         | Stephen Schwartz Luis Miguel Kiko Cibrián Gerardo Flores Renato López | Alan Menken                   | 4:16     |  |
| 41:22            |                                 |                                                                       |                               |          |  |

© MCMXCVI Warner Music Benelux S.A.

## Créditos y personal
Los siguientes son los créditos de Allmusic y de las notas de Nada es igual...:
- Walter Afanasieff – arreglista («Sueña»)
- Alejandro Basteri – fotografía
- C. Brock – asistente de grabación
- Robbie Buchanan – arreglista («Un día mas»)
- Jorge Calandrelli – coordinador
- Ignacio "Kiko" Cibrián –  arreglista, guitarra acústica, productor, programador, sintetizador
- Cleto Escobedo –  coros
- C. Brock – asistente de grabación
- B. Gardner – máster
- Jerry Hey –  arreglista, director
- Michael Landau – guitarra
- P. McJenna –  coordinador del proyecto
- Paul McKenna –  ingeniero
- Luis Miguel –  voz principal, productor
- G. Page – coordinador
- N. Preston – fotografía
- Bill Reichenbach –  instrumento de viento metal
- William Ross –  director de orquesta, piano Rhodes
- D. Shumbach –  cello
- Gisa Vatcky –  coros
- Estudios de Grabación: Record Plant Studios, Hollywood, Los Ángeles, CA
- Masterizado en: Bernie Grundman Mastering Hollywood, Los Ángeles, CA
- Ingeniero de Masterización: Brad Gardner

## Posicionamiento en listas
| Listas (1996)                     | Mejor posición |
| --------------------------------- | -------------- |
| Argentina (CAPIF)                 | 1              |
| España (PROMUSICAE)               | 2              |
| Estados Unidos (Billboard 200)    | 43             |
| Estados Unidos (Top Latin Albums) | 1              |
| Estados Unidos (Latin Pop Albums) | 1              |

| Listas (1996)                     | Mejor posición |
| --------------------------------- | -------------- |
| Estados Unidos (Top Latin Albums) | 8              |
| Estados Unidos (Latin Pop Albums) | 6              |
| España (Promusicae)               | 33             |

| Listas (1997)                     | Mejor posición |
| --------------------------------- | -------------- |
| Estados Unidos (Top Latin Albums) | 12             |
| Estados Unidos (Latin Pop Albums) | 10             |

## Certificaciones
| País | Certificación | Ventas   |
| --- | ------------- | -------- |
| Argentina (CAPIF) | 7× Platino    | 420 000x |
| Bolivia (IFPI) | Oro           |          |
| Chile (IFPI) | 4× Platino    | 125 000  |
| Colombia (ASINCOL) | Oro           |          |
| Ecuador (IFPI) | Oro           |          |
| España (PROMUSICAE) | 2× Platino    | 200 000^ |
| Estados Unidos (RIAA) | Oro           | 500 000^ |
| México (AMPROFON) | 2× Platino    | 500 000^ |
| Paraguay (IFPI) | Platino       | 10 000x  |
| Perú (IFPI) | Platino       | 10 000x  |
| Uruguay (CUD) | Oro           | 3000x    |
| Venezuela (APFV) | 2× Platino    | 40 000*  |
| Resumen |               |          |
| Centroamérica | 2× Platino    |          |
| *las cifras de ventas sobre la base de la certificación por sí sola ^cifras de envíos sobre la base de la certificación por sí sola xcifras no especificadas sobre base de la certificación por sí sola |               |          |